# California mon amour
California mon amour – utwór muzyczny polskiego zespołu 2 plus 1 z 1978 roku.

## Informacje ogólne
Piosenka została skomponowana przez lidera zespołu, Janusza Kruka, a słowa napisane przez Marka Dutkiewicza. Została wydana na singlu w 1978 roku z nagraniem „Podobny do ludzi” na stronie B, a także na pocztówce dźwiękowej z utworem „Romanse za grosz”. Wszystkie utwory pochodzą z czwartej płyty 2 plus 1, Teatr na drodze.
Powstała także hiszpańska wersja utworu, zatytułowana „La Habana mi amor”. Została ona zarejestrowana w 1979 roku podczas wizyty zespołu na Kubie i wydana na singlu razem z piosenką „Margarita”. Była to pierwsza płyta polskiego wykonawcy wydana na Kubie.
Własną interpretację piosenki w 2005 roku wydała polska piosenkarka Joanna Dark.

## Lista ścieżek
- Singel 7″[4]

A. „California mon amour”
B. „Podobny do ludzi”

## Pozycje na listach przebojów
| Lista    | Pozycja |
| -------- | ------- |
| Non Stop | 4       |